# بلاتنو (ناحیه خوموتوف)
بلاتنو (به چکی: Blatno) یک منطقهٔ مسکونی در جمهوری چک است که در ناحیه خوموتوو واقع شده‌است. بلاتنو ۴۵٫۳۴ کیلومتر مربع مساحت و ۳۸۸ نفر جمعیت دارد و ۶۶۰ متر بالاتر از سطح دریا واقع شده‌است.

## خواهرخوانده
شهرهای دبژنو و واینباخ خواهرخوانده‌های بلاتنو (ناحیه خوموتوف) هستند.